# Rena Rolska (1958)
Rena Rolska – drugi minialbum nagrany przez Renę Rolską w 1958 roku w studio Polskich Nagrań w Warszawie.

## Lista utworów
Strona a:
1. Mon amour (Georges Van Parys – Jan Zalewski)
2. Nie wiem, nie wiem (Romuald Żyliński – Kazimierz Winkler)

Strona b:
1. Nasza jest noc (Stefania Górska – Julian Tuwim)
2. Wspomnienie z Italii (Lelio Luttazzi – Henryk Kotarski)

## Płyty szelakowe z nagraniami z minialbumuRena Rolska (1958)
- [1958] Muza 3334 – Nie wiem, nie wiem[2]
- [1958] Muza 3313 – Nasza jest noc[3]

## Muzycy
- Rena Rolska – śpiew
- Zespół taneczny – akompaniament
- Wiesław Machan – dyrekcja